# 康塞普西翁省 (智利)
康賽普西翁省（西班牙語：Provincia de Concepción）是智利的54個省份之一，位於該國中部，由比奧比奧大區負責管轄，首府設於康塞普西翁，面積3,439平方公里，2002年人口912,889，人口密度每平方公里265.5人。